# Gilead Sciences
Pour les articles homonymes, voir Gilead.
Gilead Sciences est un laboratoire pharmaceutique américain fondé en 1987.
Le groupe produit notamment des antiviraux comme le oseltamivir, tenofovir, sofosbuvir, et remdesivir. Il est un acteur majeur sur le marché du sida et des hépatites B et C. Il réalise près de 70% de son chiffre d'affaires aux États-Unis.
Gilead est coté en bourse au sein du NASDAQ. Son siège se trouve à Foster City en Californie.

## Histoire
Gilead Sciences a été créée en juin 1987 — sous le nom initial de Oligogen — par Michael L. Riordan, alors âgé de 29 ans,.
L’entreprise bénéficie d'une étroite connexion avec le monde politique, son conseil d’administration ayant notamment compté Donald Rumsfeld (ministre de la Défense de 1975 à 1977 puis de 2001 à 2006) et l'épouse du gouverneur de Californie Pete Wilson.
En novembre 2011, Gilead Sciences acquiert Pharmasset, spécialisée dans le traitement de l'hépatite C, pour 11 milliards de dollars.
En 2014, le lancement en France du Sovaldi, traitement contre l'hépatite C, suscite la polémique en raison de son prix, de l'ordre de 40 000 euros, jugé exorbitant. Ce tarif, qui n'est pas harmonisé au niveau européen, a été fixé en accord avec le laboratoire américain par le Comité économique des produits de santé. Le maintien du brevet du médicament en 2018 par l'office européen des brevets suscite une controverse. Le brevet a notamment été suspendu par la justice brésilienne la même année. 
En décembre 2015, Gilead signe un partenariat avec Galapagos, une entreprise de biotechnologie belge.
En août 2017, Gilead Sciences annonce l'acquisition de Kite Pharma, entreprise américaine spécialisée dans l'oncologie notamment des récepteurs antigéniques chimériques, pour 11,9 milliards de dollars.
En juillet 2019, Gilead annonce avoir investi 5 milliards de dollars dans la société belge Galapagos. La société américaine augmente donc sa participation de 12,3 % à 22 % au capital de Galapagos. Plus qu'un investissement, il s'agit d'une collaboration mondiale de recherche et développement sur 10 ans.
En mars 2020, Gilead Sciences annonce l'acquisition pour 4,9 milliards de dollars de Forty Seven, spécialisé contre les cancers du sang. En juin 2020, Gilead Sciences annonce l'acquisition d'une participation de 49 % dans Pionyr Immunotherapeutics, spécialisée dans l'oncologie. En septembre 2020, Gilead Sciences annonce l'acquisition d'Immunomedics, spécialisée dans les traitements contre le cancer, pour 21 milliards de dollars. En décembre 2020, Gilead annonce l'acquisition de MYR, entreprise allemande spécialisée dans les traitements contre les hépatites, pour 1,15 milliard de dollars.
En février 2024, Gilead annonce l'acquisition de CymaBay Therapeutics, spécialisée contre les maladies du foie, pour 4,3 milliards de dollars.

## Produits actuellement disponibles
- Yescarta : un Car T Cells anti CD19 pour traiter les lymphomes diffus à grandes cellules.
- Emtriva (emtricitabine), un inhibiteur nucléosidique de la transcriptase inverse du VIH et du VHB
- Viread (ténofovir disoproxil fumarate), un inhibiteur nucléotidique de la transcriptase inverse du VIH et du VHB
- Truvada, une association des deux molécules précédentes permettant une monoprise quotidienne. Ce médicament est notamment indiqué pour traiter les patients infectés par le VIH, mais aussi en prévention chez les populations à risque dans le cadre de la PrEP.
- Stribild (elvitégravir+emtricitabine+TDF+cobicistat), une combinaison fixe de quatre molécules, dont trois antirétroviraux (trithérapie) et un adjuvant (cobicistat), indiquée dans le traitement du VIH-1
- Genvoya (elvitégravir+emtricitabine+ténofovir alafénamide+cobicistat), un médicament alternatif au Stribild, dont la composition est très proche, avec moins d'effets indésirables au niveau de la fonction rénale et musculo-squelettique
- Sovaldi (sofosbuvir), un médicament dans le traitement de l'hépatite C
- Epclusa (sofosbuvir+velpatasvir), un médicament dans le traitement de l'hépatite C

## Produits en cours de développement
- Remdésivir, promédicament étudié initialement pour traiter la maladie à virus Ebola, mais par la suite d'autres infections virales, dont la maladie à coronavirus 2019, malgré des résultats peu probants et des effets secondaires importants[23],[24],[25],[26]. Une nouvelle étude commandée par le fabricant arrive en effet à des résultats décevants[27], malgré un prix de traitement que certains jugent trop élevé[28].

## Activité de lobbying

### En France
Le groupe est inscrit au répertoire des représentants d'intérêts de la Haute autorité pour la transparence de la vie publique et déclare pour l'année 2017 des dépenses d'un montant compris entre 200 000 et 300 000 euros.

### Auprès des institutions de l'Union européenne
Gilead Sciences est inscrite depuis 2016 au registre de transparence des représentants d'intérêts auprès de la Commission européenne. Il déclare en 2017 pour cette activité des dépenses annuelles d'un montant compris entre 300 000 et 400 000 euros. En 2019, le budget de lobbying auprès des instances européennes est d'environ 800 000 euros.

### Aux États-Unis
Selon le Center for Responsive Politics, les dépenses de lobbying de Gilead Sciences aux États-Unis s'élèvent en 2018 à 2 990 000 dollars.